# Pyrgocyphosoma vallombrosae
Pyrgocyphosoma vallombrosae är en mångfotingart som först beskrevs av Filippo Silvestri 1898.  Pyrgocyphosoma vallombrosae ingår i släktet Pyrgocyphosoma och familjen knöldubbelfotingar. Inga underarter finns listade i Catalogue of Life.